# Gabinet

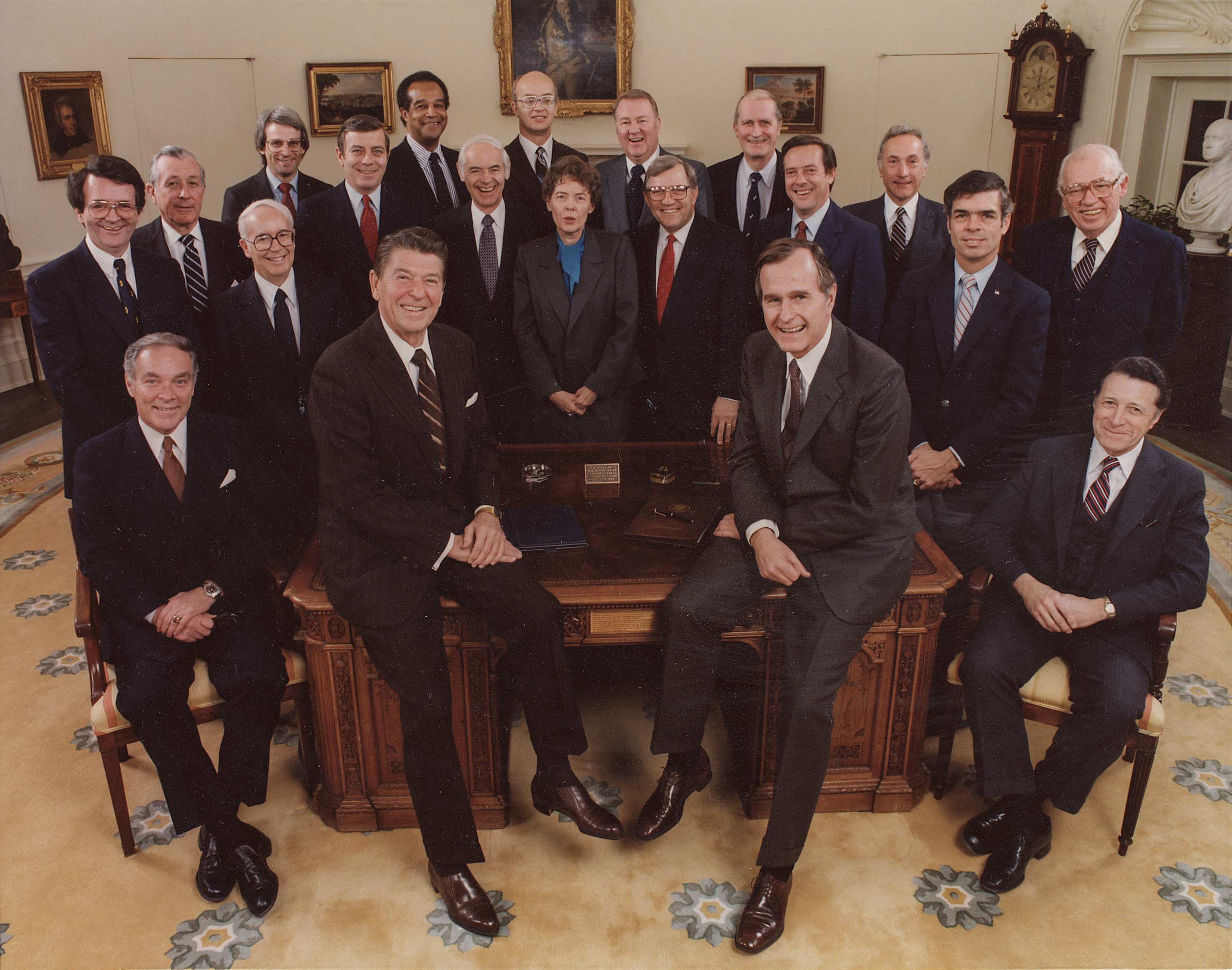
Gabinet polític del president Ronald Reagan l'any 1981.

Un gabinet és un cos de membres d'alt rang del poder executiu del govern d'una nació. També és conegut com a Consell de Ministres o Consell Executiu.
En els estats parlamentaris el gabinet decideix de manera col·lectiva la política i la direcció del govern, especialment amb relació a la legislació que aprova el parlament; és a dir constitueixen, de manera col·lectiva, el poder executiu de la nació. Els membres del gabinet dels sistemes parlamentaris, sovint anomenats "ministres", són membres del parlament i comparteixen les funcions legislatives. Són designats com a responsables d'algun dels Ministeris de la nació amb tasques específiques (i.e. "Ministeri de Defensa", "Ministeri de Sanitat", etc.) 
Per contra, en els estats presidencialistes, el gabinet no funciona com a influència legislativa sinó com a grup de consellers o d'assistència tècnica per al cap de govern. Els membres del gabinet dels sistemes presidencialistes, sovint anomenats "secretaris" (i en rares ocasions "ministres"), no són membres del congrés (o parlament) sinó que són designats directament pel cap de govern per a dirigir alguna de les Secretaries o Departaments del poder executiu (i.e. "Secretaria d'Educació", "Secretaria de Defensa", etc.). Com a responsables del funcionament d'una àrea executiva, les seves tasques no difereixen en res dels ministres dels sistemes parlamentaris, llevat del fet que no tenen cap capacitat per a crear ni proposar lleis.

## Orígens dels gabinets
Un consell d'assessors d'un cap d'estat ha estat una característica comuna del govern al llarg de la història i arreu del món. A l'antic Egipte, els sacerdots ajudaven els faraons en les tasques administratives. A Esparta, la Gerúsia, o consell dels ancians, normalment s'asseia amb els dos reis per deliberar sobre la llei o per jutjar casos. L'Imperi Màuria sota l'emperador Aixoka va ser governat per un consell reial. A la Rus de Kíev, el príncep estava obligat a acceptar el consell i rebre l'aprovació de la Duma, o consell, que estava compost per boiars o noblesa. Un cercle íntim d'uns quants membres de la Duma formava un gabinet per assistir i assessorar constantment al príncep. Les ruïnes de Chichén Itzá i Maiapan a la civilització maia suggereixen que l'autoritat política estava en mans d'un consell suprem de senyors d'elit. A l'Imperi Songhai, el govern central estava format pels màxims càrrecs del consell imperial. A l'Imperi d'Oyo, els Oyo Mesi, o consell reial, eren membres de l'aristocràcia que limitaven el poder de l'Alaafin, o rei. Durant la dinastia Qing, el màxim òrgan de decisió era el Consell deliberatiu de prínceps i ministres.
Al Regne Unit i les seves colònies, els gabinets van començar com a subgrups més petits del Consell Privat anglès, el consell assessor del rei d'Anglaterra format per membres destacats de les cambres. El terme prové del nom d'una habitació relativament petita i privada que s'utilitza com a estudi o retir. Frases com ara "consell de gabinet", que significa consells donats en privat al monarca, es produeixen a finals del segle XVI.

## Etimologia
El terme prové de l'italià gabinetto, que prové del llatí capanna, que s'utilitzava al segle XVI per designar un armari o una petita habitació. D'ella es va originar a la dècada de 1600 la paraula anglesa cabinet o cabinett que s'utilitzava per designar una habitació petita, especialment a les cases de la noblesa o la reialesa, o un moble amb el mateix nom. Al voltant d'aquesta època va sorgir l'ús del gabinet associat als petits consells tant a Anglaterra com en altres llocs com França i Itàlia. Per exemple, Francis Bacon va utilitzar el terme Cabanet Counselles el 1607.